# Kwintus Hateriusz
Quintus Haterius (ur. ok. 65 p.n.e., zm. 26 n.e.), senator i słynny orator w czasach Augusta i Tyberiusza. Już w podeszłym wieku został mianowany konsulem zastępczym (consul suffectus) w 5 p.n.e., dzięki czemu wszedł w skład senatu. Poślubiając córkę Marka Agrypy i Marceli Starszej wszedł w związki z dynastią julijsko-klaudyjską.
W czasie debaty w senacie po śmierci Augusta nad sprawą sukcesji, gdy Tyberiusz z hipokryzją wzbraniał się przed przyjęciem pełni władzy, Hateriusz, wedle relacji Tacyta, zadał pytanie: „Jak długo, Cezarze, zniesiesz, żeby państwo pozostawało bez głowy”. Zmusił tym Tyberiusza do bezpośredniego zdeklarowania swoich intencji i wzbudził w podejrzliwym cesarzu gniew. Gdy Hateriusz poszedł do pałacu i chcąc się usprawiedliwić padł do nóg przechadzającego się Tyberiusza, spowodował niechcący upadek cesarza i o mało co nie został zabity przez strażników. Gniew cesarza ułagodziło dopiero wstawiennictwo Liwii.
W 16 n.e. był jednym z najzagorzalszych rzeczników praw przeciw zbytkowi, zabraniających m.in. używania złotych naczyń i jedwabnej odzieży, by w 22 n.e. proponować wyrycie uchwały senatu przyznającej władzę trybuńską Druzusowi Młodszemu złotymi literami na ścianach kurii, narażając się na pośmiewisko skrajnym serwilizmem.
Większym poważaniem niż w senacie cieszył się w szkołach retorycznych. Według świadectwa Seneki Starszego i Tacyta był wybitnym mówcą.
Potomkowie:
| Kwintus Hateriusz                  |
| \| 1. Wipsania Marcela Agrypina \| |
| 1. Wipsania Marcela Agrypina       |

| 1. Wipsania Marcela Agrypina |

| Decymus Hateriusz Agrypa |
| \| 1. Domicja \|         |
| 1. Domicja               |

| 1. Domicja |

| Kwintus Hateriusz Antoninus |
| konsul w 53 n.e.            |